# کرا فان
کرا فان (انگلیسی: Cara Fawn؛ زادهٔ ۱۸ ژوئیهٔ ۱۹۷۸) بازیگر پورنوگرافی اهل ایالات متحده آمریکا است.